# Ivanić-Grad
Ivanić-Grad – miasto w Chorwacji, w żupanii zagrzebskiej, siedziba miasta Ivanić-Grad. W 2011 roku liczył 9379 mieszkańców.

## Geografia
Jest położony w zachodniej części Moslaviny, nad rzeką Lonją, na wysokości 103 m n.p.m., 42 km na południowy wschód od Zagrzebia.
Miejscowa gospodarka oparta jest na przemyśle petrochemicznym i metalowym oraz rolnictwie. W okolicy znajdują się złoża ropy naftowej i gazu ziemnego. Przebiegają przez niego linia kolejowa Zagrzeb – Vinkovci i autostrada A3 (Posavska autocesta).

## Historia
Pierwsza historyczna wzmianka o mieście pochodzi z 1246 roku. W 1405 roku król Zygmunt Luksemburski potwierdził miejskie przywileje. 
W latach 1552–1606, z powodu zagrożenia osmańskiego, wzniesiono fort bastionowy. W latach 1579–1871 miasto należało do Pogranicza Wojskowego. Twierdza została rozebrana w latach 1827–1837.